# 深谷克己
深谷 克己（ふかや かつみ、1939年6月14日 - ）は、日本の歴史学者。専門は日本近世史。早稲田大学名誉教授。

## 経歴
1939年、三重県久居市（現・津市）生まれ。1958年早稲田大学政治経済学部に入学するも、翌年退学。1969年早稲田大学文学部史学科国史専修入学、1968年同大学院文学研究科史学専攻博士課程入学。1971年早稲田大学第一・第二文学部助手、1974年同専任講師、1977年助教授。1980年「百姓一揆の歴史的構造」で早稲田大学より文学博士の学位を取得。1982年同教授。同年、家永教科書裁判で証言を行う。この頃から、安丸良夫らと民衆思想研究会を開催する。
1990年、アジア民衆史研究会を設立して安在邦夫とともに代表に就任。1992年岡山藩研究会代表。2001年早稲田大学アジア歴史文化研究所（総合研究機構プロジェクト研究所、- 2006年まで）代表。2010年、早稲田大学を定年退職。名誉教授となる。
門下生に馬場章（東京大学大学院情報学環・学際情報学府教授）、谷口眞子（早稲田大学文学学術院教授）、大橋幸泰（早稲田大学教育・総合学術院教授）、保坂智（国士舘大学文学部教授）、堀新（共立女子大学教授）、須田努（明治大学情報コミュニケーション学部教授）、吉田正高（東北芸術工科大学准教授）などがいる。

## 著書

### 単著
- 『八右衛門・兵助・伴助』（朝日新聞社〈朝日評伝選〉 1978年）
- 『百姓一揆の歴史的構造』（校倉書房 1979年）
- 『南部百姓命助の生涯』（朝日新聞社 1983年）
  - 『南部百姓命助の生涯 幕末一揆と民衆世界』（岩波書店・岩波現代文庫 2016年）
- 『状況と歴史学』（校倉書房 1984年）
- 『大系日本の歴史9　士農工商の世』 (小学館 1988年／小学館ライブラリー 1993年）
- 『近世の国家・社会と天皇』（校倉書房 1991年）
- 『百姓成立』（塙書房 1993年）
- 『綱ひきする歴史学―近世史研究の身構え』（校倉書房 1998年）
- 『日本の歴史〈6〉―江戸時代』（岩波書店・岩波ジュニア新書 2000年）
- 『津藩』（吉川弘文館 2002年）
- 『近世人の研究―江戸時代の日記に見る人間像』（名著刊行会 2003年）
- 『藩政改革と百姓一揆 津藩の寛政期』（比較文化研究所 2004年）
- 『江戸時代の身分願望 身上りと上下無し』歴史文化ライブラリー（吉川弘文館 2006年）オンデマンド版　2018年　ISBN　9784642756204
- 『深谷克己近世史論集』全6巻（校倉書房 2009-2010年）
  - 第一巻 民間社会と百姓成立
  - 第二巻 偃武の政治文化
  - 第三巻 公儀と権威
  - 第四巻 民衆運動と為政
  - 第五巻 民衆運動と正当性
  - 第六巻 歴史学徒のいとなみ
- 『田沼意次 「商業革命」と江戸城政治家』山川出版社・日本史リブレット 2010年
- 『書評で読む近世史』名著刊行会 2010年
- 『東アジア法文明圏の中の日本史』岩波書店 2012年
- 『死者のはたらきと江戸時代　遺訓・家訓・辞世』吉川弘文館・歴史文化ライブラリー 2013年　オンデマンド版　2022年　ISBN　9784642757713
- 『民間社会の天と神仏―江戸時代人の超越観念 (日本歴史 私の最新講義)』敬文舎 2015年

### 共編著
- （川鍋定男共著）『江戸時代の諸稼ぎ―地域経済と農家経営』（農山漁村文化協会 1988年）
- 『日本近代思想大系 21 民衆運動』安丸良夫と校注 岩波書店 1989
- 『世界史のなかの民衆運動』編 青木書店 2000 民衆運動史 近世から近代へ
- 『展望日本歴史 13 近世国家』堀新共編 東京堂出版 2000
- 『展望日本歴史 15 近世社会』藪田貫共編 東京堂出版 2004
- 『東アジアの政治文化と近代』編 有志舎 2009
- 『〈江戸〉の人と身分 3 権威と上昇願望』堀新共編 吉川弘文館 2010
- 『〈江戸〉の人と身分 6 身分論をひろげる』大橋幸泰共編 吉川弘文館 2011

## 関連人物
- 安丸良夫